# Julio César Méndez Montenegro
Julio César Méndez Montenegro (ur. 23 listopada 1915, zm. 30 kwietnia 1996) – prezydent Gwatemali od 1 lipca 1966 do 1 lipca 1970.
Z zawodu prawnik, dziekan Wydziały Prawa na Uniwersytecie w stolicy Gwatemali, objął w 1965 roku przywództwo Partii Rewolucyjnej (Partido Revolucionaro), dziedzicząc je po bracie Mario Mendezie (kandydacie w wyborach prezydenckich), zamordowanym w tajemniczych okolicznościach (najprawdopodobniej z inspiracj ANS, Narodowego Archiwum Bezpieczeństwa, za krytykę antydemokratycznej polityki rządu). 6 marca 1966 roku odniósł niespodziewane zwycięstwo dzięki dobrym stosunkom z ambasadą USA, pokonując dyktatora Enrique Peraltę. Wkrótce po tym przywrócił obywatelstwo pisarzowi Miguelowi Angelowi Asturiasowi, powierzając mu stanowisko ambasadora we Francji. Za jego rządów zaczął się jednak wzrost częstotliwości walk zbrojnych między armią gwatemalską i bojówkami partyzanckimi trwającej od 1960 roku wojny domowej (np. zabójstwo amerykańskiego ambasadora Johna Gordona Meina w 1968 przez FAR, Fuerzas Armadas Rebeldes). Sam Mendez posiadał dość przeciętne zdolności polityczne i nie potrafił uniezależnić się od wpływów wojskowego rządu, który wykorzystywał jego osobę do stworzenia pozorów demokracji. W 1970 zastąpił go pułkownik Carlos Manuel Arana Osorio.